# ب‌ام‌و ۵۰۳

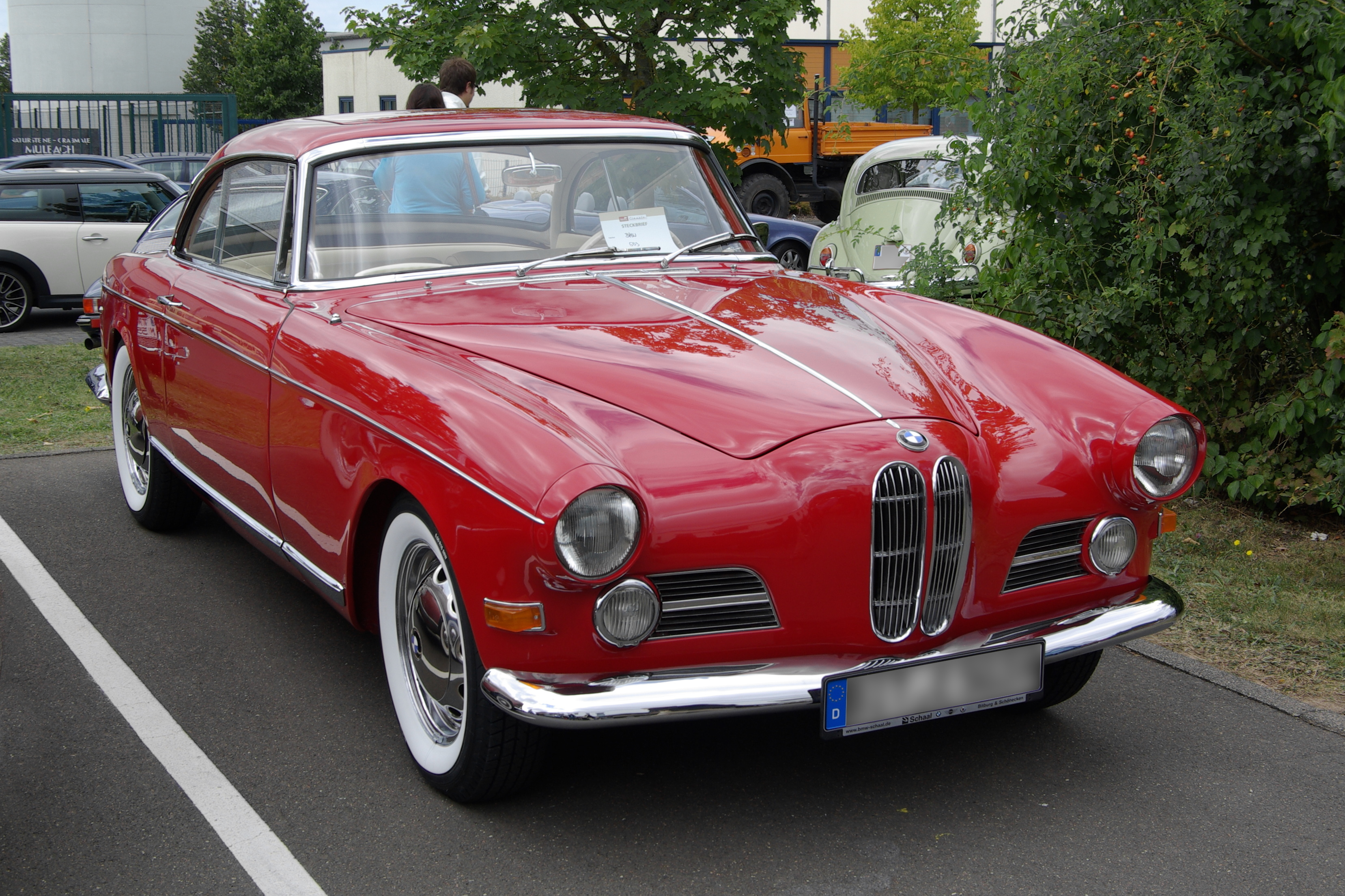

ب‌ام‌و ۵۰۳ (BMW ۵۰۳) خودرویی است که در سال‌های May ۱۹۵۶ تا March ۱۹۵۹  ۴۱۳ built تولید شده‌است.
طراحی آن خودروهای موتور جلو-محور عقب بوده است.
موتور آن ۳۱۶۸ سی‌سی سیستم جعبه‌دندهٔ آن ۴ دنده به صورت دستی است.

## نگارخانه

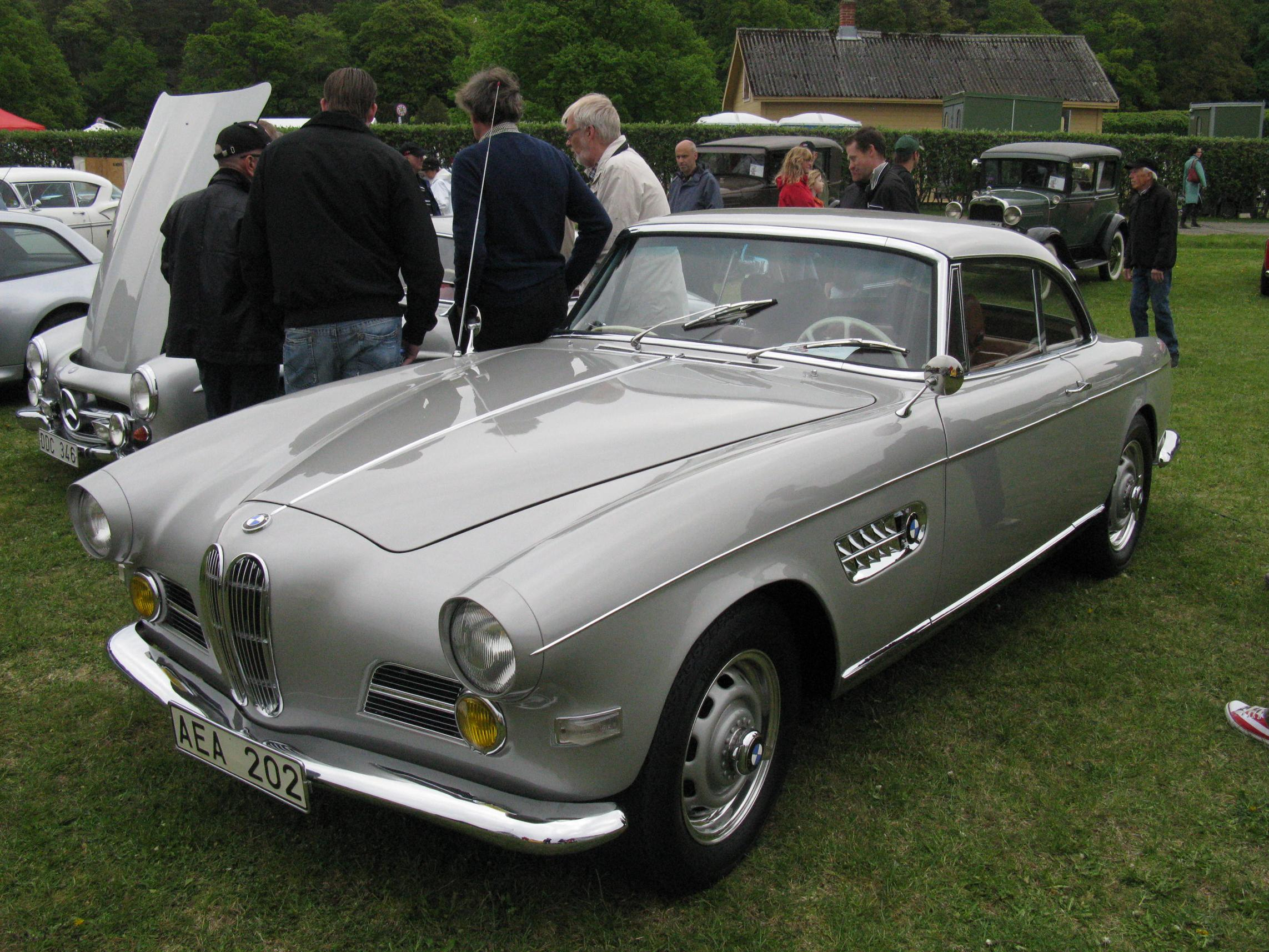
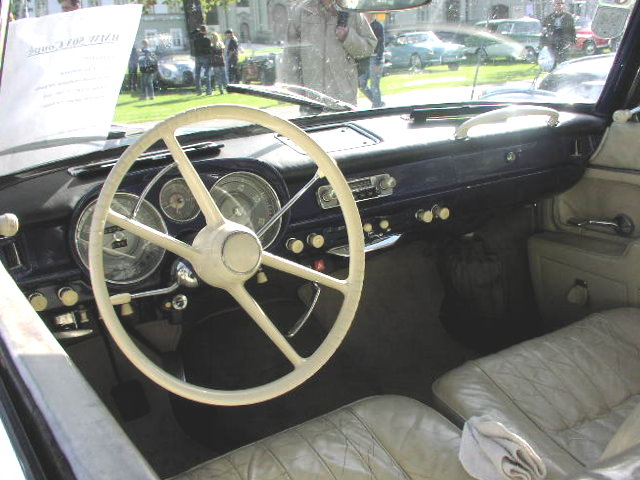